# Rafael Amaya
José Rafael Amaya Nuñez (Hermosillo, Sonora; 28. veljače 1977.) je meksički glumac, pjevač i model. 
Njegove su partnerice bile Irán Castillo i Ana Lajevska, a sadašnja je Angélica Celaya.